# Furuhata Ninzaburō
Furuhata Ninzaburō (jap. 古畑任三郎) ist eine japanische Fernsehserie (Dorama), welche von 1994 bis 2006 auf dem Kanal Fuji Television lief. Das Drehbuch stammt von Kōki Mitani.
Die Serie ist der Kategorie „Polizei-Krimi“ zuzuordnen mit den Hauptrollen Masakazu Tamura (田村 正和) als Inspektor Ninzaburō Furuhata und seinem etwas vertrottelten Untergebenen Shintarō Imaizumi (今泉 慎太郎), dargestellt von Masahiko Nishimura (西村 雅彦). Die Serie lief wöchentlich (Staffel 1 und 2 mittwochs um 21 Uhr, Staffel 3 dienstags um 21 Uhr, „Final“ an drei Tagen hintereinander um 21 Uhr) und es spielten von Folge zu Folge immer andere Gastschauspieler mit (als Täter oder Opfer oder in kleinen Nebenrollen). Diese Gäste waren bekannte Persönlichkeiten, zum Beispiel die Boygroup SMAP oder der Baseball-Star Ichirō Suzuki. Furuhata Ninzaburo ist eine der erfolgreichsten Serien des japanischen Fernsehens.

## Aufbau der Folgen
Die meisten Folgen der Serie (insgesamt mit „Final“ sind es 42 Folgen) sind nach dem Muster der invertierten Detektivgeschichte aufgebaut: Die Zuschauer sehen am Anfang, wie das Opfer umgebracht wird und wie der Täter versucht, die Beweise zu verschleiern und den Mord wie einen Unfall aussehen zu lassen. Erst dann kommt es zum Auftritt von Furuhata, der als Polizist der Mordkommission ermittelt. Der Mörder hält sich meistens im nahen Umfeld des Tatortes auf und versucht, die Ermittlungen zu behindern. Er verrät sich aber Furuhata gegenüber mit einer verdächtigen Aktion und wird von ihm somit nicht mehr aus den Augen gelassen und fast schon wie von einem Stalker verfolgt. Der Reiz der Serie liegt in den logischen Schlussfolgerungen von Furuhata. So weiß er meistens, wer der Mörder ist (wie die Zuschauer). Er versucht, den Mörder mit logischen Beweisen zu überführen und ihn dann zu einem Geständnis zu bringen. Und die Zuschauer sollen erraten, was der ausschlaggebende Beweis ist. Des Weiteren ist ein typisches Element, was in fast jeder Folge vorkommt, dass Furuhata sich immer kurz bevor er den Täter überführt, angestrahlt von einem Licht und rund um ihm herum dunkel werdend, direkt an die Zuschauer wendet und ihnen nochmal die Fakten des heutigen Falles (Thema, Mörder, Tipp wie er auf den Mörder kam etc.) gibt, sie wie oben bereits genannt zum Miträtseln auffordert und sich immer von den Zuschauern mit dem Satz Furuhata Ninzaburō deshita (古畑任三郎でした, „Das war Ninzaburō Furuhata“) in die Werbepause verabschiedet. Nach dieser Werbepause geht die Serie normal weiter und es kommt zur Fallauflösung.

## Der Charakter des Ninzaburo Furuhata

### Aussehen und Angewohnheiten
- Er trägt immer schwarz, genauso wie einen schwarzen Rollkragenpullover.
- Er trägt nie eine Krawatte.
- Er bückt sich oft und hält seine Hände vor seiner Brust, wie eine Maus, die auf den Hinterbeinen steht.
- Da er sich bückt, schaut er immer zu den Personen hoch, anstatt runter, obwohl er sehr groß ist für einen Japaner.
- Er spricht immer sehr vornehm und elegant mit seinen Gegenüber (ausgenommen sein Untergebener Imaizumi).
- Er klopft sich mit dem Zeigefinger an die Schläfe, wenn er nachdenkt.
- Er geht immer sehr behutsam vor, wenn er eine Frage stellt oder jemanden beschuldigt.
- Er denkt immer laut.

### Charakterzüge
Er hat auch viele Vorlieben wie auch Abneigungen, die ihn entweder als einen charmanten Menschen oder als einen selbstsüchtigen Menschen erscheinen lassen können.
- Er mag altertümliche und düstere Musik.
- Er fährt ein sehr außergewöhnliches Fahrrad und kettet es an fast allem an, was dem Tatort nah genug ist.
- Er mag Trivialitäten.
- Er schaut zu viel Fernsehen.
- Er kann nur ein Menü kochen: Chawanmushi, Hackbraten und gefüllte Paprika.
- Er hat Angst vor Pistolen, obwohl er Polizist ist.
- Er ist charmant zu den weiblichen Tätern und geht behutsamer mit ihnen um. Er wird auch von den Frauen gemocht. Dennoch kam es nie zu einer Romanze.
- Er ist anderen Menschen gegenüber sehr pingelig.
- Er nuschelt und redet oft sehr schnell.
- Er mag Nachtische gerne, vor allem Eiskrem mit Früchten drin, wie zum Beispiel Banana Split.
- Er mag eine bestimmte Art des Bento: Subuta.
- Er liest gerne, vor allem Shōjo-Manga.
- Er ist sehr penibel mit dem Aussehen seiner Speisen, sogar wie sein Hamburger bei einem Fastfoodladen auszusehen hat. Trotzdem hat er keinen guten Geschmack, da seine Speisen meistens aus Junk Food und Sachen aus dem Kombini stammen.

## Shintarō Imaizumi
Der Charakter von Shintarō Imaizumi (今泉 慎太郎), dargestellt vom Schauspieler Masahiko Nishimura, soll den idiotischen Untergebenen von Furuhata darstellen. Wenn auch sein kindisches Verhalten im Verlauf der Serie immer mehr abnimmt und er dazu neigt, wie ein „normaler“ Mensch zu denken und zu handeln. So erläutert er zum Beispiel oft, wie der Mörder gedacht haben muss, bevor er zum Mörder wurde oder er kommt zu dem Schluss, dass der Mörder gefasst werden wollte. Oder wenn Furuhata mal wieder laut nachdenkt, ist es Imaizumi, der die anderen Möglichkeiten, die den Zuschauern vielleicht in den Sinn kommen, die versuchen Furuhatas Gedankengang zu folgen, austerminiert. Imaizumi ist die einzige Person, zu der Furuhata nicht höflich und zurückhaltend ist. Er wird eher von Furuhata schikaniert. In der 2. und 3. Staffel bekommt Imaizumi eine eigene Miniserie, welche immer nach der Hauptserie am Abend lief. In dieser Miniserie macht er seinem Unmut über Furuhata Luft und diskutiert mit seinem Freund Mantarō Kuwabara (桑原 万太郎), dargestellt von Toshihito Itō (伊藤 俊人), welcher im Polizeilabor arbeitet. Diese Miniserie kam bei den Zuschauern sehr gut an und war sehr beliebt gewesen bis zum Tod von Toshihito Itō.

## Andere regelmäßig auftretende Nebendarsteller
- Otokichi Mukojima (向島 音吉), dargestellt von Takayashi Kobayashi (小林 隆), ist ein Polizist, der Furuhata oft begrüßt, wenn er am Tatort erscheint. Die beiden haben eine Zeitlang dieselbe Schule besucht und sich dort kennengelernt, auf diese Geschichte wird im Special Furuhata Chūgakusei (古畑中学生) eingegangen. Mukojima spielt auch in der zweiten Folge der „Final“ den Bruder von Suzuki Ichiro.
- Mamoru Saionji (西園寺 守), dargestellt von Masanori Ishii (石井 正則), erscheint ab der dritten Staffel, ist der zweite Untergebene von Furuhata und der logischer denkende und ernstere, verglichen mit dem kindischen und naiven Imaizumi.
- Mantarō Kuwabara (桑原 万太郎), dargestellt von Toshihito Itō (伊藤 俊人), arbeitet im Polizeilabor und ist ein Freund von Imaizumi. Er spielt in der Miniserie von ihm mit, die im Anschluss der Hauptserie lief. Er diskutierte und alberte mit Imaizumi über seine Auftritte und seine Rolle in der gerade gelaufenen Folge der Hauptserie.
- Hanada (花田), dargestellt von Norito Yashima (八嶋 智人), ist ein Charakter, der gelegentlich auftaucht und die Gespräche der Ermittler hört, seine Meinung dazu gibt und immer weiß, wer der Mörder ist, aber keinen Beweis hat für seine Thesen. Er verschwindet auch nach seinem Statement immer aus der Episode. Er hat auch jedes Mal einen anderen Beruf, den er ausübt. So erschien er als Kellner in einem Restaurant, als Kellner in einem Pub, als Kellner in einem Café, als Flugbegleiter, als Taxi Fahrer und einmal als Angestellter der japanischen Botschaft in Spanien (in dieser Spezialfolge stellte er den Handlanger von Furuhata dar, ohne Imaizumi und Saionji).

## Bekannte Gast-Darsteller

### Staffel 1
Manchmal taucht der Name des Opfers nicht im Abspann auf und darum fehlt der Name manchmal
| Episode | Mörder             | Opfer              | Sondergast          |
| 1       | Akina Nakamori     | Takeshi Ikeda      | Hund - „Ben“        |
| 2       | Masaaki Sakai      | Kitarō             | niemand             |
| 3       | Yūko Kotegawa      | Yūichi Haba        | niemand             |
| 4       | Tsurube Shofukutei | nicht erwähnt      | Tōru Minegishi      |
| 5       | Yasosuke Bando     | Akiji Kobayashi    | niemand             |
| 6       | Nana Kinomi        | Shinsho Nakamaru   | Shunji Fujimura     |
| 7       | Nenji Kobayashi    | Hatsunori Hasegawa | niemand             |
| 8       | Takeshi Kaga       | Sabu Sawahara      | Zen Kajiwara        |
| 9       | Ken Ishiguro       | nicht erwähnt      | niemand             |
| 10      | Kazuki Kosakai     | Noriko Izumoto     | Shinichiro Moriyama |
| 11      | Kaori Momoi        | Saori Yagi         | Michiko Ameku       |
| 12      | Bunta Sugawara     | Jun Nakahara       | Zen Kajiwara        |

### Staffel 2
Manchmal taucht der Name des Opfers nicht im Abspann auf und darum fehlt der Name manchmal
| Episode | Mörder            | Opfer            | Sondergast                 |
| 14      | Sanma Akashiya    | Naomi Akimoto    | Akira Shiroi, Megumi Odaka |
| 15      | Yasuko Sawaguchi  | Kazuyuki Aijima  | niemand                    |
| 16      | Masao Kusakari    | Yoneko Matsukane | Saiko Isshiki              |
| 17      | Takuya Kimura     | niemand          | Akira Shiroi               |
| 18      | Haruko Kato       | Kei Uzaki        | Takashi Kobayashi          |
| 19      | Toshiaki Karasawa | Hikaru Ijuin     | Yoshimasa Kondo            |
| 20      | Tojuro Sawamura   | Itoshi Yumeji    | niemand                    |
| 21      | Shingo Yamashiro  | Takashi Ikeda    | niemand                    |
| 22      | Morio Kazama      | Takehiko Ono     | niemand                    |
| 23      | Honami Suzuki     | nicht erwähnt    | niemand                    |
| 24      | Tomoko Yamaguchi  | Minako Osanai    | niemand                    |

### Staffel 3
Manchmal taucht der Name des Opfers nicht im Abspann auf und darum fehlt der Name manchmal
| Episode | Mörder             | Opfer           | Sondergast       |
| 28      | Somegoro Ichikawa  | Morooka Moro    | Yasukio Umeno    |
| 29      | Hiroyuki Sanada    | Minoru Sawatari | niemand          |
| 30      | Tatsuo Matsumura   | Michiko Ameku   | Hachiro Oka      |
| 31      | Mao Daichi         | Tai Kageyama    | Yuko Ito         |
| 32      | Masahiko Tsugawa   | Rieko Miura     | Shigeki Hosokawa |
| 33      | Masachika Ichimura | Shion Machita   | niemand          |
| 34      | Misako Tanaka      | Fumio Kohinata  | niemand          |
| 35      | Masaharu Fukuyama  | Itsuji Itao     | Naho Toda        |
| 36      | Koji Tamaki        | Chiharu Kawai   | niemand          |
| 37-38   | Yosuke Eguchi      | Masato Obara    | niemand          |

### Special
Manchmal taucht der Name des Opfers nicht im Abspann auf und darum fehlt der Name manchmal
| Episode | Mörder            | Opfer            | Sondergast       |
| 13      | Takanori Jinnai   | Hiromasa Taguchi | Maki Mizuno      |
| 26      | SMAP              | Takashi Ukaji    | Koki Mitani      |
| 27      | Ken Ogata         | Kurita Kanichi   | niemand          |
| 39      | Koshiro Matsumoto | Mitsuhiro Oikawa | Masahiko Tsugawa |

### Final
Manchmal taucht der Name des Opfers nicht im Abspann auf und darum fehlt der Name manchmal
| Episode | Mörder            | Opfer             | Sondergast        |
| 40      | Koji Ishizaka     | Tetsuya Chiba     | Tatsuya Fujiwara  |
| 41      | Ichirō Suzuki     | Tomohiko Imai     | Takashi Kobayashi |
| 42      | Nanako Matsushima | Nanako Matsushima | niemand           |

## Trivia
In einem Special mit Ken Ogata wird erwähnt, dass Furuhata am gleichen Tag Geburtstag hat wie Sherlock Holmes, Jeanne d’Arc (Johanna von Orléans) und Heinrich Schliemann. Er hat also am 6. Januar Geburtstag, das macht ihn somit zum Steinbock. Über sein Alter wird nichts Genaueres erwähnt.